# Millettia
Millettia är ett släkte av ärtväxter. Millettia ingår i familjen ärtväxter.

## Bildgalleri

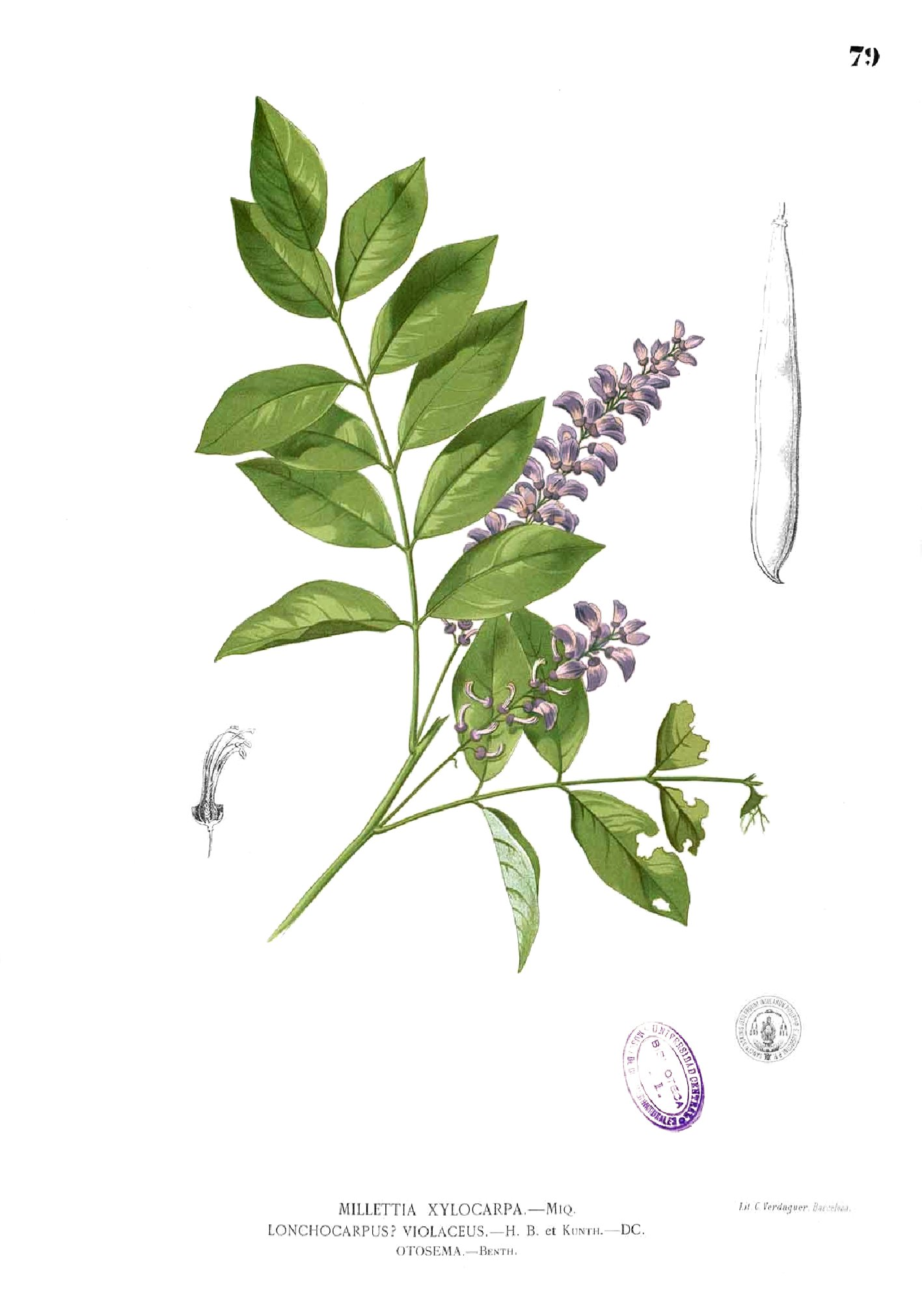
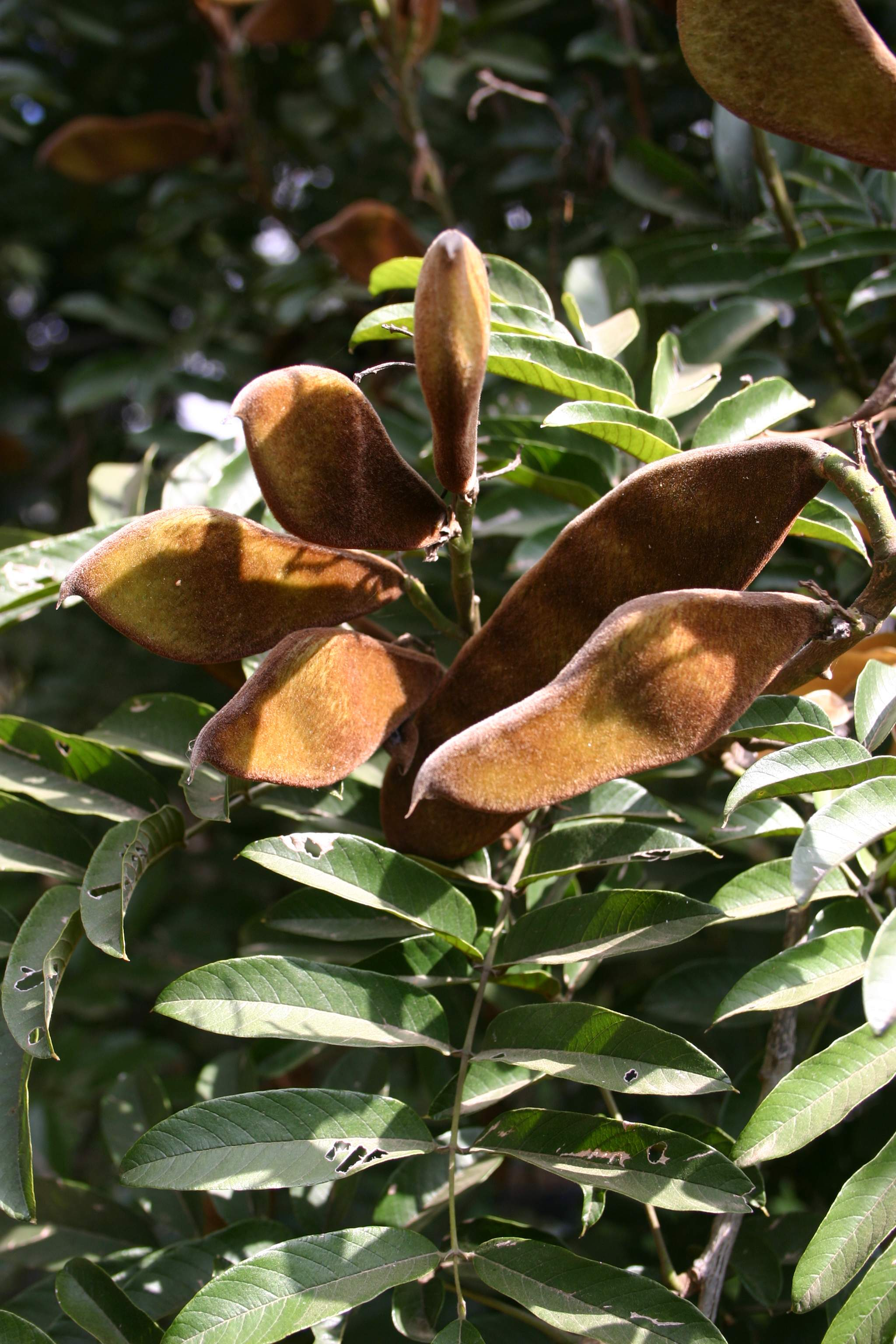
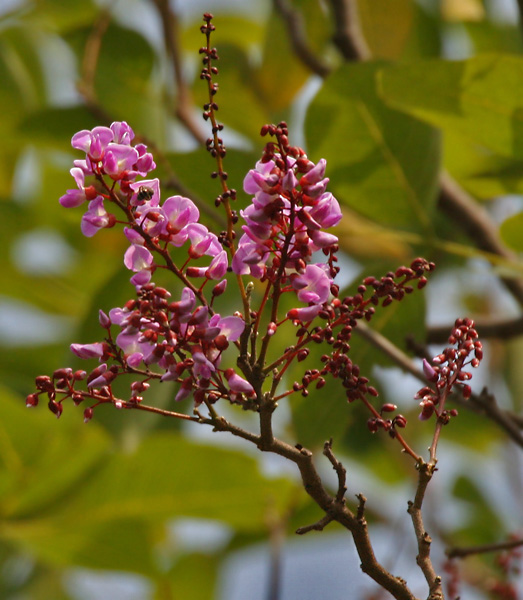
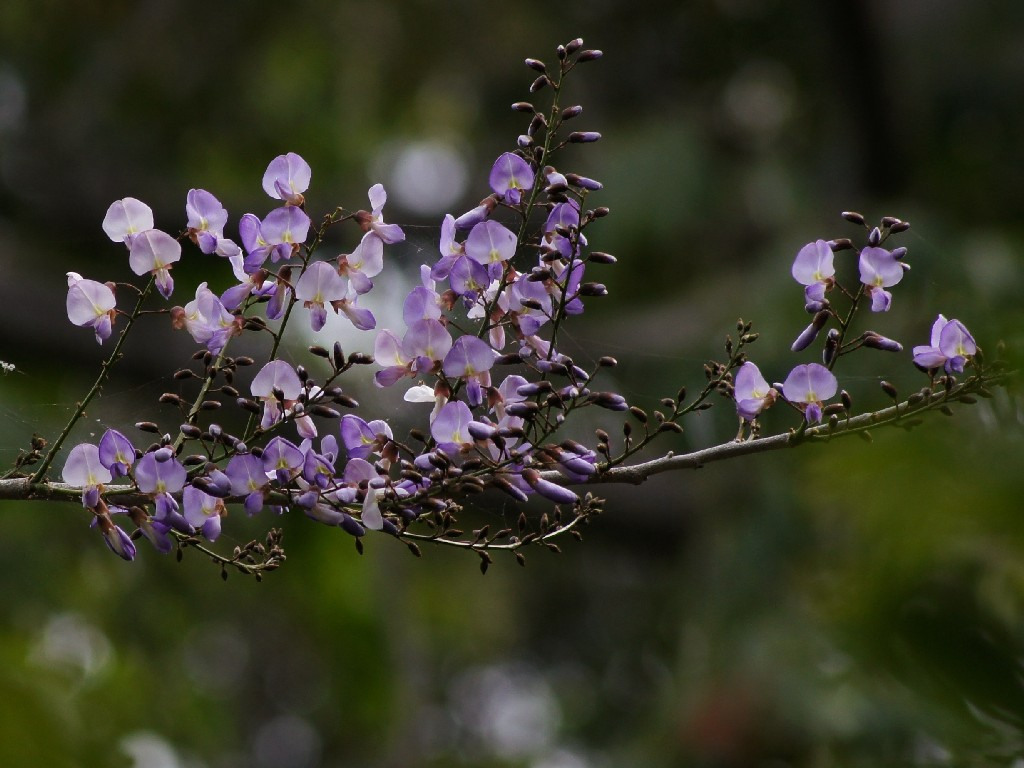
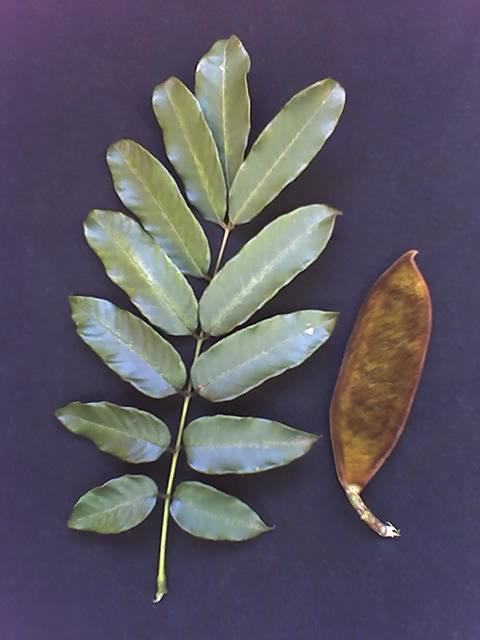
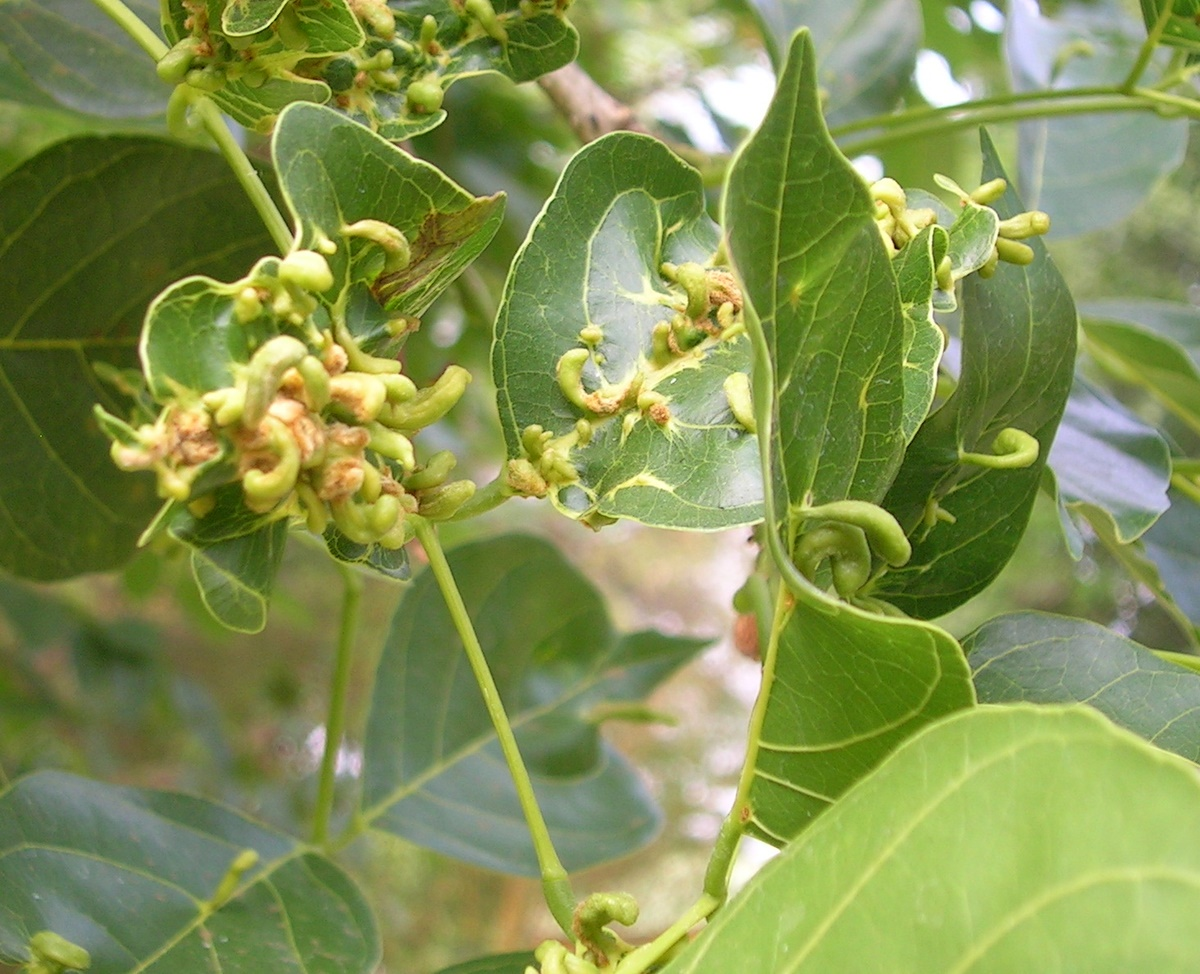

## Dottertaxa tillMillettia, i alfabetisk ordning[1]
- Millettia aboensis
- Millettia achtenii
- Millettia acuticarinata
- Millettia acutiflora
- Millettia ahernii
- Millettia angustidentata
- Millettia angustistipellata
- Millettia aromatica
- Millettia aurea
- Millettia barteri
- Millettia bassacensis
- Millettia bequaertii
- Millettia bibracteolata
- Millettia bicolor
- Millettia bipindensis
- Millettia bonatiana
- Millettia boniana
- Millettia borneensis
- Millettia brachycarpa
- Millettia brandisiana
- Millettia bussei
- Millettia buteoides
- Millettia cabrae
- Millettia caerulea
- Millettia capuronii
- Millettia caudata
- Millettia chrysamaryssa
- Millettia chrysophylla
- Millettia cochinchinensis
- Millettia comosa
- Millettia conraui
- Millettia coruscans
- Millettia cubittii
- Millettia decipens
- Millettia decipiens
- Millettia dielsiana
- Millettia dinklagei
- Millettia diptera
- Millettia discolor
- Millettia dorwardi
- Millettia drastica
- Millettia dubia
- Millettia duchesnei
- Millettia dura
- Millettia eberhardtii
- Millettia eetveldeana
- Millettia elongatistyla
- Millettia elskensii
- Millettia entadoides
- Millettia eriocarpa
- Millettia erythrocalyx
- Millettia eurybotrya
- Millettia exauriculata
- Millettia extensa
- Millettia fallax
- Millettia ferruginea
- Millettia foliolosa
- Millettia fordii
- Millettia fruticosa
- Millettia fulgens
- Millettia gagnepainiana
- Millettia galliflagrans
- Millettia glabra
- Millettia glaucescens
- Millettia goossensii
- Millettia gossweileri
- Millettia gracilis
- Millettia grandis
- Millettia griffithii
- Millettia griffoniana
- Millettia harmandii
- Millettia harmsiana
- Millettia hedraeantha
- Millettia hemsleyana
- Millettia hitsika
- Millettia hockii
- Millettia hylobia
- Millettia hypolampra
- Millettia ichthyochtona
- Millettia impressa
- Millettia irvinei
- Millettia japonica
- Millettia kangensis
- Millettia kityana
- Millettia klainei
- Millettia lacus-alberti
- Millettia lane-poolei
- Millettia lantsangensis
- Millettia laotica
- Millettia lasiantha
- Millettia lastoursvillensis
- Millettia latifolia
- Millettia laurentii
- Millettia lebrunii
- Millettia lecomtei
- Millettia lenneoides
- Millettia leonensis
- Millettia leptobotrya
- Millettia le-testui
- Millettia leucantha
- Millettia limbutuensis
- Millettia longipes
- Millettia lucens
- Millettia lucida
- Millettia macrophylla
- Millettia macrostachya
- Millettia macroura
- Millettia makondensis
- Millettia mannii
- Millettia mavangensis
- Millettia mavoundiensis
- Millettia merrillii
- Millettia micans
- Millettia mildbraedii
- Millettia mossambicensis
- Millettia nana
- Millettia nathaliae
- Millettia nepalensis
- Millettia nigrescens
- Millettia nitida
- Millettia nudiflora
- Millettia nutans
- Millettia nyangensis
- Millettia oblata
- Millettia occidentalis
- Millettia oraria
- Millettia orientalis
- Millettia oyemensis
- Millettia pachycarpa
- Millettia pachyloba
- Millettia pallens
- Millettia paucijuga
- Millettia peguensis
- Millettia penduliformis
- Millettia penicillata
- Millettia pierrei
- Millettia pilosa
- Millettia piscidia
- Millettia platyphylla
- Millettia podocarpa
- Millettia principis
- Millettia pseudoracemosa
- Millettia psilopetala
- Millettia pterocarpa
- Millettia pubinervis
- Millettia puerarioides
- Millettia puguensis
- Millettia pulchra
- Millettia rhodantha
- Millettia richardiana
- Millettia rigens
- Millettia rubiginosa
- Millettia sacleuxii
- Millettia sanagana
- Millettia sapindiifolia
- Millettia sapinii
- Millettia schliebenii
- Millettia semseii
- Millettia sericantha
- Millettia sericea
- Millettia setigera
- Millettia solomonensis
- Millettia soyauxii
- Millettia sp(leucantha
- Millettia speciosa
- Millettia spireana
- Millettia splendens
- Millettia stenopetala
- Millettia stipellatissima
- Millettia stipulata
- Millettia stuhlmannii
- Millettia subpalmata
- Millettia takou
- Millettia tanaensis
- Millettia taolanaroensis
- Millettia tenuipes
- Millettia tetraptera
- Millettia theuszii
- Millettia thollonii
- Millettia thonneri
- Millettia thonningii
- Millettia trifoliata
- Millettia tsui
- Millettia unijuga
- Millettia urophylloides
- Millettia usaramensis
- Millettia utilis
- Millettia vankerckhovenii
- Millettia warneckei
- Millettia wellensii
- Millettia velutina
- Millettia velvetina
- Millettia venusta
- Millettia verruculosa
- Millettia versicolor
- Millettia wrightiana
- Millettia xylocarpa
- Millettia xylocarpia
- Millettia zechiana